# Serra do Caldeirão
La serra do Caldeirão è una catena montuosa situata in Portogallo che separa l'Algarve dall'Alentejo. Nonostante la modesta altezza delle sue alture, che non raggiungono i 600 metri, la serra do Caldeirão presenta un paesaggio molto particolare dove i rilievi, dalla particolare forma arrotondata, sono interrotti da una fitta rete idrografica costituita per la maggior parte da corsi d'acqua temporanei. Per questo motivo la serra ha un aspetto accidentato in diversi punti.
La serra do Caldeirão costituisce inoltre una barriera fisica considerevole dal punto di vista climatico in quanto impedisce ai venti freddi provenienti da nord di raggiungere l'Algarve permettendo così alla regione più meridionale del Paese di godere di un clima mite d'inverno e con scarse precipitazioni durante l'anno.
La flora è costituita principalmente da querce da sughero, querce lusitane, corbezzoli, lecci, lentischi e palme nane. I corsi d'acqua sono spesso affiancati da frassini, ontani e rododendri.
Per ciò che riguarda la fauna, nella serra do Caldeirão sono presenti i seguenti mammiferi: la lontra, il lupo, la lince, il cervo, il cinghiale, il coniglio, la lepre e la genetta. Gli uccelli presenti sono: l'aquila del Bonelli, l'aquila iberica, la cicogna nera, la grande otarda e il gufo reale.
Le coltivazioni più diffuse sono il mandorlo e l'arancio.
I centri abitati sono costituiti da villaggi dispersi e di piccole dimensioni.
La serra è attraversata da numerose vie di comunicazione: l'autostrada A2 (Lisbona-Albufeira), le strade nazionali n° 2 (Chaves-Faro) e n° 124 (Portimão-Alcoutim), la superstrada IC1 (Palmela-Albufeira) e dalla ferrovia del sud che unisce Lisbona all'Algarve.